# Мисаља
Мисаља (итал. Missaglia) је насеље у Италији у округу Леко, региону Ломбардија.
Према процени из 2011. у насељу је живело 5781 становника. Насеље се налази на надморској висини од 302 м.

## Становништво
Према резултатима пописа становништва 2011. у општини је живело 8.579 становника.
| 1936. | 1951. | 1961. | 1971. | 1981. | 1991. | 2001. | 2011. |
| ----- | ----- | ----- | ----- | ----- | ----- | ----- | ----- |
| 5.027 | 5.497 | 5.968 | 6.091 | 6.574 | 6.733 | 7.194 | 8.579 |

## Партнерски градови
- La Roche-Posay